# Báscara
Este artículo habla de un municipio de Cataluña . No confundir con Bhaskara
Para la fórmula resolvente de ecuaciones cuadráticas, véase Ecuación de segundo grado
Báscara (en catalán: Bàscara) es un municipio español de la provincia de Gerona situado en la comarca del Alto Ampurdán, comunidad autónoma de Cataluña. Se halla al sur de esta en el límite con las del Pla de l'Estany y del Gironés. El término municipal está atravesado por la N-II. Además de la capital incluye los núcleos de población de Calabuig, Orriols y Les Roques. Cuenta con una población de 1057 habitantes (INE 2024).

## Geografía
Integrado en la comarca de Alto Ampurdán, se sitúa a 27 kilómetros de la capital provincial. El término municipal está atravesado por la Autopista del Mediterráneo (AP-7) y por la carretera N-II entre los pK 735 y 739, además de por carreteras locales que permiten la comunicación con Vilahur y Esponellá. También pasan por el sur del territorio las carreteras provinciales GI-623, que se dirige hacia La Escala, y la GI-513, que conecta con Bañolas. 
El relieve del municipio es predominantemente llano, destacando además la presencia del río Fluviá, que hace de límite con Pontós. La altitud oscila entre los 165 metros y los 40 metros a orillas del río. El pueblo se alza a 66 metros sobre el nivel del mar. 
| Noroeste: Pontós     | Norte: Pontós                | Noreste: Garrigás                           |
| Oeste: Vilademúls    |                              | Este: Vilahur y Saus, Camallera y Llampaies |
| Suroeste: Vilademúls | Sur: Vilademúls y Viladasens | Sureste: Viladasens                         |

## Demografía
Báscara cuenta con una población de 1057 habitantes (INE 2024).
| Gráfica de evolución demográfica de Báscara entre 1842 y 2021 |
| |
| Población de derecho según los censos de población del INE Población de hecho según los censos de población del INEEntre el censo de 1857 y el anterior, crece el término del municipio porque incorpora a Calabuig y Orriols |

## Economía
La base económica del municipio es la agricultura de secano y de regadío, así como la ganadería.

## Historia
El primer documento que menciona Báscara es del año 817, un juicio celebrado en Borrassá en el que se fijaron los límites de la «villa Baschara», posesión del obispado. Según Joan Coromines el nombre «Báscara» es un topónimo prerromano, probablemente de origen vasco y que significa «peña del río».
Las murallas que rodeaban la población se encuentran bastante bien conservadas en algunos tramos (siglo XIII-XIV, rehechas durante los siglos XVIII-XIX).
La población se encuentra en el camino tradicional de Francia y era lugar de parada de las diligencias y varios hostales aprovechaban esta condición. Al menos desde el principio de siglo IX la villa de Báscara fue posesión de los obispos de Gerona, que tuvieron que hacer prevalecer sus derechos ante las pretensiones de los condes de Besalú.
En 1187 el obispo Ramón Guissall instituyó el mercado semanal, que se celebraba los miércoles y en 1236, el rey Jaime I otorgó al obispo la facultad de celebrar ferias.
Su situación fortificada en el camino principal de Gerona a Francia acentuó la importancia estratégica de la villa en época moderna. Así, en 1675 la población fue tomada por las tropas francesas que, en 1683, establecieron un campamento para preparar el sitio de Gerona en el marco de la Guerra de las Reuniones. Más de un siglo después, en 1808 y 1809, las tropas francesas volvieron a ocupar Báscara, e instalaron los almacenes y un hospital de sangre, en el marco de la Guerra de la Independencia Española. Al final de la guerra el general Louis Gabriel Suchet hizo volar las fortificaciones de la villa. En marzo de 1814 Napoleón liberó en esta población al rey Fernando VII de su presidio en Francia mediante un acto solemne que se llevó a cabo a ambas orillas del río Fluviá,

## Personajes célebres
- Joan Reglà i Campistol (Báscara, 1917 - San Cugat del Vallés, 1973), historiador discípulo de Jaume Vicens-Vives.
- Roger Brugué (Báscara, 1996), jugador profesional de fútbol.

## Lugares de interés
- Restos del priorato de Sant Nicolau de Calabuig.
- Restos del recinto amurallado y del castillo episcopal.
- Iglesia de Sant Iscle de Báscara, de los ss. XVIII y XIX pero con restos de la construcción original románica.
- Iglesia de Sant Feliu de Calabuig, de origen románico. La construcción actual aprovechó materiales del antiguo castillo de Calabuig.
- Molino de Calabuig, reformado a fines del siglo XIX o principios del siglo XX.
- Castillo-palacio de Orriols, de época renacentista.